# Nighthawks de New Haven
Pour les articles homonymes, voir Nighthawk (homonymie).
Les Nighthawks de New Haven sont une franchise de hockey sur glace basée à New Haven dans le Connecticut aux États-Unis  qui a existé de 1972 à 1992. 	

## Historique
Les Nighthawks ont joué dans la Ligue américaine de hockey dans la patinoire du New Haven Coliseum  entre 1972 et 1992. Ils accèdent à quatre reprises à la finale de la Coupe Calder mais ne parviennent pas une seule fois à remporter le trophée suprême. En 1989, ils accèdent tout juste pour aux séries éliminatoires en finissant quatrième de leur division. Ils passent alors les deux premiers tours et parviennent pour la quatrième fois de leur existence en finale de la Coupe mais ils se font alors battre par les Red Wings de l'Adirondack
En 1992, l'équipe change d'affiliation et s'associe aux Sénateurs d'Ottawa de la Ligue nationale de hockey. Elle prend alors le nom de Senators de New Haven pour une saison puis déménage pour devenir les Senators de l'Île-du-Prince-Édouard. En 2002, la franchise prend son nom actuel : les Senators de Binghamton.	

### Saison après saison
Les résultats présentés ici couvrent les saisons des Nighthawks et des Senators de New Haven.
| Saison    | PJ | V  | D  | N  | DP | BP  | BC  | Pts | Classement       | Séries éliminatoires                                                           |
| --------- | -- | -- | -- | -- | -- | --- | --- | --- | ---------------- | ------------------------------------------------------------------------------ |
| 1972-1973 | 76 | 16 | 40 | 20 | -- | 52  | 246 | 331 | 6e division est  | Non qualifiés                                                                  |
| 1973-1974 | 76 | 35 | 31 | 10 | -- | 80  | 291 | 275 | 4e division nord | 4-2 Americans de Rochester 0-4 Reds de Providence                              |
| 1974-1975 | 76 | 30 | 35 | 11 | -- | 71  | 282 | 302 | 5e division nord | 4-1 Wings de la Virginie 4-1 Bears de Hershey 1-4 Indians de Springfield       |
| 1975-1976 | 76 | 29 | 39 | 8  | -- | 66  | 261 | 295 | 3e division sud  | 0-3 Robins de Richmond                                                         |
| 1976-1977 | 80 | 43 | 31 | 6  | -- | 92  | 333 | 287 | 2d de la LAH     | 2-4 Americans de Rochester                                                     |
| 1977-1978 | 80 | 38 | 31 | 11 | -- | 87  | 313 | 292 | 2e division sud  | 3-1 Firebirds de Philadelphie 4-2 Americans de Rochester 1-4 Mariners du Maine |
| 1978-1979 | 80 | 46 | 25 | 9  | -- | 101 | 346 | 271 | 1er division sud | 4-2 Dusters de Broome 0-4 Mariners du Maine                                    |
| 1979-1980 | 80 | 46 | 25 | 9  | -- | 101 | 350 | 305 | 1er division sud | 4-0 Americans de Rochester 2-4 Bears de Hershey                                |
| 1980-1981 | 80 | 29 | 40 | 11 | -- | 69  | 295 | 321 | 4e division sud  | 0-4 Bears de Hershey                                                           |
| 1981-1982 | 80 | 39 | 33 | 8  | -- | 86  | 292 | 276 | 3e division sud  | 1-3 Americans de Rochester                                                     |
| 1982-1983 | 80 | 38 | 34 | 8  | -- | 84  | 337 | 329 | 3e division sud  | 4-1 Bears de Hershey 3-4 Americans de Rochester                                |
| 1983-1984 | 80 | 36 | 40 | 4  | -- | 76  | 365 | 371 | 5e division sud  | Non qualifiés                                                                  |
| 1984-1985 | 80 | 31 | 41 | 8  | -- | 70  | 315 | 341 | 5e division sud  | Non qualifiés                                                                  |
| 1985-1986 | 80 | 36 | 37 | 7  | -- | 79  | 340 | 343 | 4e division sud  | 1-4 Bears de Hershey                                                           |
| 1986-1987 | 80 | 44 | 25 | -- | 11 | 99  | 331 | 315 | 3e division sud  | 3-4 Whalers de Binghamton                                                      |
| 1987-1988 | 80 | 33 | 37 | 7  | 3  | 76  | 288 | 307 | 5e division nord | Non qualifiés                                                                  |
| 1988-1989 | 80 | 35 | 35 | 10 | -- | 80  | 325 | 309 | 4e division nord | 4-2 Canadiens de Sherbrooke 4-2 Hawks de Moncton 1-4 Red Wings de l'Adirondack |
| 1989-1990 | 80 | 32 | 41 | 7  | -- | 71  | 283 | 316 | 7e division nord | Non qualifiés                                                                  |
| 1990-1991 | 80 | 24 | 45 | 11 | -- | 59  | 246 | 324 | 7e division nord | Non qualifiés                                                                  |
| 1991-1992 | 80 | 39 | 37 | 4  | -- | 82  | 305 | 309 | 3e division nord | 1-4 Red Wings de l'Adirondack                                                  |
| 1992-1993 | 80 | 22 | 47 | 11 | -- | 55  | 262 | 343 | 5e division nord | Non qualifiés                                                                  |

## Les joueurs

Le logo utilisé pour la saison 1973-74.

Parmi les anciens joueurs des Nighthawks, Tom Colley détient les record de la franchise pour le nombre de matchs (534 matchs), de buts (204), d'aides (281) et de points. Au niveau des pénalités, Al Tuer détient le record avec 688 minutes en carrière.
L'équipe avait également comme réputation de beaucoup faire tourner son effectif[réf. nécessaire]. Ainsi, au cours de la saison 1985-1986, 62 joueurs participent à au moins un des 80 matchs. Colley est le seul joueur des Nighthawks à avoir joué plus de 300 matchs avec l'équipe et le seul gardien à avoir dépassé la centaine de matchs a été Ron Scott.
Parmi les vingt-sept entraîneurs de la Ligue américaine de hockey en 2006-2007, huit sont des anciens joueurs des Nighthawks : Dave Baseggio (Rivermen de Peoria), Scott Gordon (Bruins de Providence), Mark Morris (Monarchs de Manchester), Kurt Kleinendorst (Devils de Lowell),  John Anderson (Wolves de Chicago), Pat Conacher (Rampage de San Antonio), Scott Arniel (Moose du Manitoba) et Kjell Samuelsson (Phantoms de Philadelphie).